# Gall Heer
Gall Heer, auch Gallus Heer OSB (* 21. Mai 1897 in Rorschach; † 21. Dezember 1981 in Engelberg), war ein Schweizer Historiker und Benediktinerpater.

## Leben
Gall Heer wurde am 21. Mai 1897 als Sohn des Kaufmanns Carl Heer und der Ida, geborene Kappeler, in Rorschach geboren. Nach dem Besuch der Mittelschule in Engelberg trat Heer in die dortige Benediktinerabtei ein, wo er 1919 die Profess ablegte und 1923 zum Priester geweiht wurde. Von 1927 bis 1930 studierte er Geschichte in Freiburg und promovierte 1932 zum Dr. phil. Ab 1925 unterrichtete Heer Geschichte am Gymnasium Engelberg, betreute das Stiftsarchiv und widmete sich neben der Mitarbeit am Vaterland und an der klostereigenen Zeitschrift Titlisgrüsse der Erforschung der Kloster- und Talgeschichte. Für die Helvetia Sacra verfasste er gemeinsam mit Helene Büchler-Mattmann die Artikel Engelberg und Engelberg-Sarnen. Auch für die zweite Auflage des Lexikon für Theologie und Kirche steuerte er zahlreiche ordensgeschichtliche Artikel bei.
Gall Heer verstarb am 21. Dezember 1981 im Alter von 84 Jahren in Engelberg.

## Werke (Auswahl)
- Johannes Mabillon und die Schweizer Benediktiner. St. Gallen: Leobuchhandlung 1938. (Diss. Phil. Freiburg, Schweiz).
- Aus der Vergangenheit von Kloster und Tal Engelberg: 1120–1970. Engelberg: Verlag Benediktinerkloster 1975.